# Голодьківська сільська рада (Хмільницький район)
| Голодьківська сільська рада — колишній орган місцевого самоврядування у Хмільницькому районі Вінницької області з адміністративним центром у с. Голодьки. Сільській раді були підпорядковані населені пункти: - с. Голодьки - с. Стара Гута |

## Населення
Відповідно до перепису населення СРСР 17 грудня 1926 року, чисельність населення ради становила 1 426 осіб, з них за статтю: чоловіків — 703, жінок — 723; етнічний склад: українців — 1 426. Кількість господарств — 288.

## Склад ради
Рада складалася з 16 депутатів та голови.

## Керівний склад сільської ради
| ПІБ                    | Основні відомості                                                                       | Дата обрання | Дата звільнення |
| ---------------------- | --------------------------------------------------------------------------------------- | ------------ | --------------- |
| Дегтяр Любов Андріївна | Сільський голова, 1957 року народження, освіта, позапартійна                            | 26.03.2006   | 31.10.2010      |
| Дегтяр Любов Андріївна | Сільський голова, 1957 року народження, освіта середня спеціальна, член Партії регіонів | 31.10.2010   |                 |

Примітка: таблиця складена за даними джерела